# Silene decipiens
Silene decipiens é uma espécie de planta com flor pertencente à família Caryophyllaceae.
A autoridade científica da espécie é Barceló, tendo sido publicada em Anal. Soc. Esp. Hist. Nat. viii. (1879) 340.

## Portugal
Trata-se de uma espécie presente no território português, nomeadamente em Portugal Continental.
Em termos de naturalidade é nativa da regição atrás indicada.

## Protecção
Não se encontra protegida por legislação portuguesa ou da Comunidade Europeia.